# الهجلة الحمرا (مأرب)

تعديل مصدري - تعديل

الهجلة الحمرا هي إحدى قرى عزلة ال مشعل بمديرية مأرب التابعة لمحافظة مأرب، بلغ تعداد سكانها 515 نسمة حسب تعداد اليمن لعام 2004.